# Atari Flashback

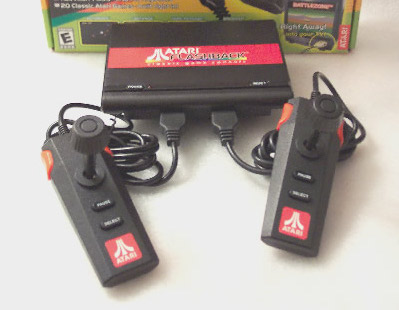
De eerste Atari Flashback

De Atari Flashback is een plug-and-play spelcomputer die van 2004 tot 2011 werd uitgebracht door het Amerikaanse computerspelbedrijf Atari. Sinds 2011 wordt de spelcomputer uitgebracht door AtGames, met een licentie van Atari. De Atari Flashback is een verkleinde versie van de in 1984 uitgebrachte Atari 7800. Het systeem bevat 20 ingebouwde games, onder andere een aantal Atari 7800 games en een aantal Atari 2600 games. De opvolger van de Atari Flashback is de Atari Flashback 2.

## Ingebouwde spellen
Atari 2600 VCS
- Adventure
- Combat

Atari 7800 pro-system
- Asteroids
- Desert Falcon

## Atari Flashback 2

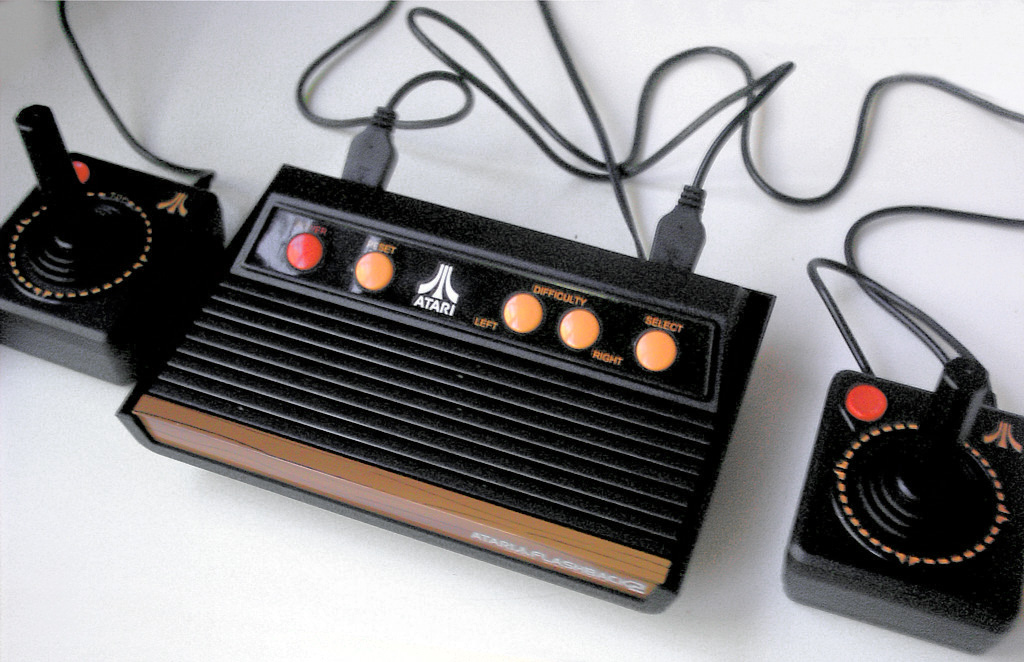
De Atari Flashback 2

De Atari Flashback 2 werd in het jaar 2005 gelanceerd. Het is de 2de gameconsole van de Flashback-lijn. Zijn voorganger was een verkleinde Atari 7800. De Flashback 2 is een verkleinde versie van de Atari 2600 video computer system. Ook bezit hij meer ingebouwde games. Een ander verschil is dat de voorganger een andere processor had, een "NES-on-a-chip". Verder bezit hij een replica van de processor van de oude Atari 2600; dit betekent dat er een gamecard-slot op gemonteerd kan worden. 

### Atari Flashback 2+
De Atari Flashback 2+ is de opvolger van de Flashback 2. Deze gameconsole verschilt niet zo veel van zijn voorganger. Qua uiterlijk zijn ze hetzelfde, maar het is een geüpdatete versie van de Atari Flashback 2. Onder andere zijn er meer spellen ingebouwd. Het is ook een verkleinde Atari 2600 video computer system. 

## Atari Flashback 3
De opvolger van de Atari Flashback 2+ is de Atari Flashback 3. Het systeem werd gelanceerd in het jaar 2010 door Atari en geproduceerd door AT Games. Dit systeem is een verkleinde Atari 2600 en lijkt op zijn voorganger, maar er zijn wel een paar verschillen. Bij de voorganger zaten de 2 controllerpoorten achter op het systeem; bij de Flashback 3 zitten ze aan de voorkant. Ook zijn er meer spellen ingebouwd, er zitten er circa 60 in het systeem. Ook al produceert Atari het systeem niet zelf, AT Games heeft wel de rechten moeten krijgen van Atari, zowel voor de productie van de console als voor de spellen. 

## Atari Flashback 4
De Atari Flashback 4 is de opvolger van de Flashback 3. Het systeem werd in het jaar 2012 gelanceerd. Hij werd geproduceerd door AT Games naar aanleiding van de 40ste verjaardag van Atari. Dit systeem is een update van de Atari Flashback 3 en dus ook een verkleinde Atari 2600. Hij heeft 2 controllerpoorten, maar er worden ook 2 draadloze controllers meegeleverd. Ook zijn er meer games ingebouwd. 

## Atari Flashback 5
De opvolger van de Flashback 4 is de Flashback 5. Het systeem werd in het jaar 2014 gelanceerd en geproduceerd door AT Games. Het is een verkleinde Atari 2600 video computer system en lijkt dus veel op zijn voorganger, maar hij bezit meer ingebouwde spellen. Net zo als zijn voorganger is deze zowel met draadloze als met bedrade controllers te gebruiken.